# Аллофон (этнография)
Аллофоны (др.-греч. ἄλλος «другой, иной» и φωνή «звук») в широком смысле население какого-либо государства, для которого родным является негосударственный (неофициальный) язык на территории данного государства. Как правило, подобные группы населения формируются в ходе недавней массовой иммиграции в страну.

## Канадский контекст
В более узком контексте канадского общества употребляется как демографический термин для обозначения тех жителей страны (по переписи 2006 г. составляющих 20 % населения), для которых ни английский, ни французский языки не являются родными (эти два языка являются официальными в Канаде). Термин употребляется в противовес англоязычным (англофоны) (59,2 %) или франкоязычным (франкофоны) — 23,7 % группам. Термин широко употребляется в обоих официальных языках Канады, особенно во французском, а также по всему миру (например, «hollandophone», «lusophone» и т.д; учтите, что по родам он не изменяется). С переписи населения Канады 2011 года статистическое управление Канады отказалось от терминов англофоны, франкофоны и аллофоны, потому, что языковая реальность Канады стала более разнообразной и сложной, и многие люди не вписываются ни в одну, из этих категорий. По данным последней переписи населения Канады 2016 года, население Канады по родному языку распределялось на англоязычных (57 %), франкоязычных (21 %) и говорящих на других языках (22 %). В категорию других языков входило более 215 языков. Из них самым распространённым был китайский язык на котором говорили 610 835 человек (1,8 %).

### Ассимиляция
По прошествии времени большая часть аллофонов Канады склонна к переходу на один из официальных языков страны (в некоторых случаях на оба). За пределами официально франкоязычного Квебека до 97,0 % аллофонов со временем полностью или частично переходят на английский язык. Это так называемые англотропы, то есть аллофоны, отдающие предпочтение английскому. К ним обычно относятся выходцы из бывших колоний США и Великобритании (Индия, Пакистан, Филиппины).
Редкие исключения (3,0 %) составляют некоторые недавно прибывшие аллофоны африканского, франко-антильского и латиноамериканского происхождения в двуязычных городах Оттава в Онтарио и Монктон в Нуво-Брансуике, то есть там, где имеются франкоязычные университеты. В самом Квебеке, где единственным официальным с 1977 года является французский язык, языковые преференции аллофонов более разнообразны; они постепенно сдвигаются в сторону французского языка. Если в начале 1970-х франкотропы составляли лишь около 20 % аллофонов, а доля англотропов достигала 80 %, то по данным переписи 2006 года, 75 % иммигрантов склонны к переходу на французский, а английскому отдают предпочтение 25 %, а по данным последней переписи 2016 года, 62,5 % иммигрантов склонны к переходу на французский, а английскому отдают предпочтение 33,1 %. Подобный сдвиг во многом объясняет уникальное Иммиграционное соглашение Квебек-Канада, которое провинция заключила с федеральным правительством в 1991 г.